# Alison Chitty
Alison Chitty  est une cheffe décoratrice et costumière britannique née le 16 octobre 1948. Lauréate de deux prix Laurence-Olivier, elle est notamment connue pour ses collaborations avec les réalisateurs Mike Leigh et Peter Hall. 

## Biographie
Alison Chitty naît le 16 octobre 1948.
Elle étudie à la Saint Martin's School of Art et à la Central School of Art and Design de Londres, avant d'être résidente au New Vic Theatre de Stoke-on-Trent puis pendant huit ans au Royal National Theatre,. Elle travaille aussi pour l'English National Opera, le Royal Opera, l'opéra de Santa Fe et plusieurs autres théâtres dans le monde.
Ses créations sont reconnaissables à ses dessins et croquis distinctifs. Elles comprennent des costumes destinés à des œuvres classiques de Shakespeare, à des pièces ou films récents, à des opéras.
Pour Mike Leigh, elle a été chef décoratrice sur Life is Sweet, Naked et Secrets et Mensonges.
Elle conçoit le costume de Screaming Lord Byron, avatar de David Bowie pour le court-métrage Jazzin' for Blue Jean : turban et pantalon bouffant, dans un style « mille et une nuits ». 
Elle dirige l'école de décoration de théâtre Motley (en), à Londres.

## Récompenses
- 2001 : Laurence Olivier Award du meilleur costume pour Remembrance of Things Past, Royal National Theatre ;
- 2007 : Laurence Olivier Award du meilleur costume pour The Voysey Inheritance, Royal National Theatre ;
- 2007 : Prix Sir Misha Black[7] ;
- 2008 : Prix Young Vic ;
- 2009 : Élue Royal Designer for Industrie[5].

Alison Chity est faite officier de l'ordre de l'Empire britannique en 2004.